# Sirnach
Sirnach és un municipi del cantó de Turgòvia (Suïssa), situat al districte de Münchwilen.